# Källträsket (sjö i Finland)
Källträsket är en sjö i Raseborgs stad i Finland.   Den ligger i landskapet Nyland, i den södra delen av landet, 70 km väster om huvudstaden Helsingfors. Källträsket ligger 17,7 meter över havet. Arean är 1,1 kvadratkilometer och strandlinjen är 10,37 kilometer lång. Sjön  ingår i Finska vikens kustområde. 